# الكوم الأحمر (القليوبية)
الكوم الأحمر إحدى قرى مركز شبين القناطر التابع لمحافظة القليوبية بجمهورية مصر العربية.

## التاريخ
قرية الكوم الأحمر من القرى القديمة، حيث وردت باسم «الكوم الأحمر» في أعمال القليوبية ضمن قرى الروك الناصري التي أحصاها ابن الجيعان في كتاب «التحفة السنية بأسماء البلاد المصرية». وفي العصر العثماني وردت باسم «الكوم الأحمر» في التربيع العثماني الذي أجراه الوالي العثماني سليمان باشا الخادم في عصر السلطان العثماني سليمان القانوني ضمن قرى ولاية القليوبية، وفي تاريخ 1228هـ/1813م الذي عدّ قرى مصر بعد المسح الذي قام به محمد علي باشا باسم «الكوم الأحمر» ضمن قرى مديرية القليوبية.

## السكان
بلغ عدد سكان الكوم الأحمر 7,454 نسمة، حسب الإحصاء الرسمي لعام 2006.